# Xalet Casas i Maset Carles
El Xalet Casas i Maset Carles és una obra noucentista de la Palma de Cervelló (Baix Llobregat) inclosa a l'Inventari del Patrimoni Arquitectònic de Catalunya.

## Descripció
Conjunt de dues cases precedides de pati individual amb estructura en desnivell i coberta a dues vessants, encara que a la façana principal hi ha una balustrada corresponent a un fals terrat.
Del conjunt d'elements ornamentals de tradició clàssica cal destacar els de les portes i finestres, consistents en motllures amb motius de garlandes i oves.

## Història
El Xalet Cases fou construït el 1935. El Maset Carles ho fou el 1936.